# 横山東六
横山 東六（よこやま とうろく、本名：横山 登二、1906年11月11日 - 1980年11月6日）は、昭和期に活躍した漫才師、横山ホットブラザーズ創始者。
映画の楽士出身で、一家を従え楽器を用いた破天荒な漫才を行なった。賑やかで朗らかな芸風は息子達によって受け継がれている。
横山は本名由来で、横山エンタツ一門とは無関係。

## 人物
愛媛県新居浜市の生まれ、19歳で来阪し桜ノ宮音楽学院で学んで映画の楽士になる 。1928年より関西交響楽団（現在の大阪フィルハーモニー交響楽団の前身とは別の団体。こちらは戦後の設立）に入団。傍ら楽士をしていたが映画のトーキー化で仕事が激減する。
1933年より陽気屋東六の名で音曲漫才に転向し、落語家出身の笑福亭福之助（後の鹿島洋々）とコンビを組み、新世界アシベ劇場で漫才初舞台。
その後妻の登志子との漫才コンビを経て、登志子、息子らを従えて「トーロクショウ」「ファミリーショウ」と称し、歌謡曲、漫才、コントなどの何でもありのボーイズを結成。1952年に現行の「横山ホットブラザーズ」に改称した。
弾いている最中にヴァイオリンが壊れる、などの持ちネタがあった。また楽器を使わないネタでゴリラの真似があった。1974年ごろから健康上の理由で徐々に出番を減らし、1975年8月に引退。
1980年11月6日に千葉市内の病院で急性肺炎のため、死去。
非常に眼が悪く分厚いレンズのメガネをかけていた。

## エピソード
甘い物が好きで糖尿病でもあった。トップホットシアターに出ていたころ楽屋で海原お浜・小浜が愛用していた化粧品のコンパクトを最中と間違えてかじって割ってしまったことがある。